# 布罗斯市镇
布罗斯市镇（瑞典語：Borås kommun）是瑞典西部西约塔兰省的一个市镇。其治所位于布罗斯。